# Liste de jeux vidéo de golf
Cette liste de jeux vidéo de golf recense des jeux vidéo de sport basés sur le golf.
- Haut – A
- B
- C
- D
- E
- F
- G
- H
- I
- J
- K
- L
- M
- N
- O
- P
- Q
- R
- S
- T
- U
- V
- W
- X
- Y
- Z

## 0-9
- 101 MiniGolf World
- 3D Ultra Minigolf

## A
- Ace Golf
- Actua Golf
- Actua Golf 2
- Actua Golf 3
- Aqua Teen Hunger Force Zombie Ninja Pro-Am
- Arnold Palmer Tournament Golf
- Ashita tenki ni nāre

## B
- Bandai Golf: Challenge Pebble Beach
- Battle Golfer Yui
- Beavis and Butt-Head: Bunghole in One
- Birdie King
- Birdie King 2
- Birdie King 3
- Bomberman Hardball
- British Open Championship Golf

## C
- Capcom Golf
- Carnival Games: Mini-Golf
- Chi Chi's Pro Challenge Golf
- Chip Shot: Super Pro Golf
- Country Club
- CyberTiger

## D
- Dan Doh!! Tobase Shōri no Smile Shot
- Dan Doh!! Xi
- Dangerous Golf
- Devil's Course
- Disney Golf
- Dynamic Country Club

## E
- Eikō no Saint Andrews
- ESPN Final Round Golf
- Everybody's Golf (1997)
- Everybody's Golf (2017)
- Everybody's Golf 2
- Everybody's Golf 3
- Everybody's Golf 4
- Everybody's Golf 5
- Everybody's Golf 6
- Everybody's Golf Portable
- Everybody's Golf Portable 2

## F
- Family Mini Golf
- Fighting Golf
- Flick Golf!
- Fred Couples Golf
- Fun! Fun! Minigolf

## G
- Go Go Golf
- Golden Tee '97
- Golden Tee '98
- Golden Tee '99
- Golden Tee 2K
- Golden Tee 3D
- Golden Tee 3D Golf
- Golden Tee 3D Golf: Tournament Version
- Golden Tee 2008 Unplugged
- Golden Tee 2009 Unplugged
- Golden Tee 2010 Unplugged
- Golden Tee 2011 Unplugged
- Golden Tee 2013
- Golden Tee 2014
- Golden Tee Classic
- Golden Tee Fore!
- Golden Tee Fore! 2002
- Golden Tee Fore! 2003
- Golden Tee Fore! 2004
- Golden Tee Fore! 2004 Extra
- Golden Tee Fore! 2005
- Golden Tee Fore! Complete
- Golden Tee Golf
- Golden Tee Golf 2
- Golden Tee Golf II
- Golden Tee Golf: Mobile Edge
- Golden Tee Live
- Golden Tee Live 2007
- Golden Tee Live 2008
- Golden Tee Live 2009
- Golden Tee Live 2010
- Golden Tee Live 2011
- Golden Tee Live 2012
- Golden Tee Live 2013
- Golden Tee Royal Edition Tournament
- Golden Tee Supreme Edition Tournament
- Golden Tee: Golf Home Edition
- Golf (1980)
- Golf (1984)
- Golf (1995)
- Golf Grand Slam
- Golf Magazine: 36 Great Holes Starring Fred Couples
- Golf The Open 2009
- Golf Story
- Golf Zero
- Golf: Tee It Up!
- Golfamania
- Greg Norman's Golf Power

## H
- Hal's Hole in One Golf

## I
- Itchy and Scratchy in Miniature Golf Madness

## J
- Jack Nicklaus 4
- Jack Nicklaus 5
- Jack Nicklaus 6: Golden Bear Challenge
- Jack Nicklaus Golf
- Jack Nicklaus' Greatest 18 Holes of Major Championship Golf
- Jack Nicklaus' Unlimited Golf and Course Design
- Jack Nicklaus Golf and Course Design: Signature Edition
- Japan Pro Golf Tour 64
- JGTO Kōnin Golf Master: Japan Golf Tour Game

## K
- Kinect Sports: Season Two
- King of Clubs
- Kirby's Dream Course
- Konami Golf
- Kurohige no Golf Shiyōyo

## L
- Lee Trevino's Fighting Golf
- Links 386 Pro
- Links 2001
- Links 2003
- Links LS 1997
- Links LS 1998
- Links LS 1999
- Links LS 2000
- Links: The Challenge of Golf

## M
- Mario Golf
- Mario Golf: Advance Tour
- Mario Golf: Toadstool Tour
- Mario Golf: World Tour
- Mario Sports Superstars
- Masters '98: Haruka Naru Augusta
- Mean 18
- Mecarobot Golf
- MicroProse Golf
- Microsoft Golf 2001
- Miyasato Miyoshi Kyoudai Naizou: Sega Golf Club
- Mobile Golf

## N
- Neo Turf Masters
- NES Open Tournament Golf
- New 3D Golf Simulation: Harukanaru Augusta
- Nick Faldo's Championship Golf
- Ninja Golf
- Nintendo Touch Golf: Birdie Challenge
- Nippon Golf Kyoukai Kanshuu: Double Eagle
- Nos voisins, les hommes : Zamy pète les plombs !

## O
- OK Golf
- Outlaw Golf

## P
- PangYa
- PangYa! Golf With Style
- Pebble Beach Golf Links
- Peter Jacobsen's Golden Tee Golf
- PGA European Tour (1994)
- PGA European Tour (2000)
- PGA Golf
- PGA Tour 96
- PGA Tour 97
- PGA Tour 98
- PGA Tour Golf
- PGA Tour Golf II
- PGA Tour Golf III
- PGA Tour Golf 486
- PGA Tour Pro
- Planet Minigolf
- Powerstar Golf
- Pro 18: World Tour Golf
- ProStroke Golf: World Tour 2007
- Professional Tour Golf
- Putt and Putter
- Putter Golf (1990)
- Putter Golf (2001)

## Q
Pas d'entrée.

## R
- Rayman Golf
- Real Golf 2011
- Real World Golf
- Real World Golf 2007
- Ribbit King
- Rory McIlroy PGA Tour

## S
- Sega World Tournament Golf
- Sensible Golf
- Shot Online
- Sid Meier's SimGolf
- SimGolf
- Sports Champions 2
- Super Birdie Rush
- Super Stickman Golf
- Super Stickman Golf 2
- Super Stickman Golf 3
- Super Swing Golf: Season 2

## T
- Tiger Woods 99 PGA Tour Golf
- Tiger Woods PGA Tour 06
- Tiger Woods PGA Tour 07
- Tiger Woods PGA Tour 08
- Tiger Woods PGA Tour 09
- Tiger Woods PGA Tour 10
- Tiger Woods PGA Tour 11
- Tiger Woods PGA Tour 12
- Tiger Woods PGA Tour 13
- Tiger Woods PGA Tour 14
- Tiger Woods PGA Tour 2000
- Tiger Woods PGA Tour 2001
- Tiger Woods PGA Tour 2002
- Tiger Woods PGA Tour 2003
- Tiger Woods PGA Tour 2004
- Tiger Woods PGA Tour 2005
- Tiger Woods PGA Tour Golf
- Tiger Woods PGA Tour Online
- Top Player's Golf
- Top Pro Golf
- Top Pro Golf 2

## U
Pas d'entrée.

## V
- Vijay Singh Pro Golf 2005

## W
- Waialae Country Club: True Golf Classics
- Waialae no Kiseki
- We Love Golf!
- Wii Sports
- Wii Sports Club
- Wii Sports Resort
- World Class Leader Board
- World Masters Golf
- World Tour Golf
- Worms Crazy Golf

## Y
Pas d'entrée.

## Z
- Zany Golf